# Пол Ривиър
 Тази статия е за американския революционер.  За музиканта вижте Пол Ривиър енд дъ Рейдърс.  
Пол Ривиър (на английски: Paul Revere) е американски златар, един от първите индустриалци и патриоти на Американската революция. Най-известен е с промените, които прави в Колониалното опълчение при настъплението на британските сили преди битките при Лексингтън и Конкорд, чиито драматизъм е описан в стихотворението на Хенри Уодсуърт Лонгфелоу „Походът на Пол Ривиър“.
Ривиър е виден и процъфтяващ златар от Бостън, който помага да се организира разузнавателна и сигнализационна система за наблюдение на британските военни части. По-късно Ривиър служи като офицер в народното опълчение от Масачузетс, макар че службата му стига връхната си точка след Пенобскътската експедиция, една от най-трагичните операции по време на Американската война за независимост, за която той е амнистиран. След войната Ривиър се връща към златарския си занаят, като използва печалбите от разширяващата се търговия да финансира работата си по леене на желязо, бронзови камбани и оръдия, и изработката на медни болтове и шипове. През 1800 г. той става първият американец, който успява да валцува медни листове, които се използват за обшивка на военноморски съдове.